# Drogoradz (imię)
Drogoradz – staropolskie imię męskie, złożone z członów Drogo- ("drogi") i -radz (radzić – dawniej "troszczyć się, dbać o coś"). Mogło ono oznaczać "ten, kto troszczy się o to, co jest mu drogie".
Drogoradz imieniny obchodzi 18 czerwca, 18 lipca i 17 listopada.